# Maniac (film 2011)
Maniac (ang. The Maniac) – amerykański film krótkometrażowy stworzony przez Shia LaBeoufa oraz Kida Cudiego. W filmie epizodyczne role odegrali m.in.: Orlando Bloom, Elijah Wood oraz sam Shia LaBeouf, który zagrał kamerzystę.
Zdjęcia kręcono w październiku 2011 r., przez dwa tygodnie w Vancouver, w Kanadzie. Większość scen kręcono nocą, natomiast ostatnią - za dnia.

## Obsada
- Kid Cudi jako pierwszy morderca
- Chris Palko jako drugi morderca
- Shia LaBeouf jako reżyser/kamerzysta
- Elijah Wood jako mężczyzna zabity kijem bejsbolowym
- Orlando Bloom jako mężczyzna odbywający stosunek seksualny w samochodzie
- Miranda Kerr jako dźwiękowiec